# Ketojärvi (sjö i Finland)
Ketojärvi är en sjö i Finland. Den ligger i kommunen Enontekis i landskapet Lappland, i den norra delen av landet, 900 km norr om huvudstaden Helsingfors. Ketojärvi ligger 293,7 meter över havet. Den är 13 meter djup. Arean är 5,44 kvadratkilometer och strandlinjen är 15,99 kilometer lång. Sjön  ingår i Kemi älvs huvudavrinningsområde.   Den sträcker sig 4,6 kilometer i nord-sydlig riktning, och 3,5 kilometer i öst-västlig riktning.
I övrigt finns följande i Ketojärvi:
- Ketojärvensaari (en ö)

I övrigt finns följande vid Ketojärvi:
- Pilsijärvi (en sjö)
- Raijojärvi (en sjö)